# Styczeń 2022

## 31 stycznia
- W wyniku powodzi i osuwisk spowodowanych ulewnymi deszczami zginęło co najmniej 21 osób, dziewięć zostało rannych, a setki innych pozostało bez dachu nad głową w brazylijskim stanie São Paulo. Całkowita liczba ofiar śmiertelnych powodzi wzrosła do ponad 50 osób od początku pory deszczowej[1].

## 30 stycznia
- Katastrofa drogowa w North Las Vegas w stanie Nevada w Stanach Zjednoczonych. W zderzeniu wielu pojazdów zginęło dziewięć osób, a sześć innych zostało rannych[2].
- Korea Północna wystrzeliła pocisk balistyczny średniego zasięgu (IRBM) ze swojej prowincji Chagang. Pocisk osiągnął wysokość 2000 km przed lądowaniem na Morzu Japońskim. Jest to pierwsze wystrzelenie pocisku IRBM przez Korę Północną od 2017 roku. Rada Bezpieczeństwa Narodowego Korei Południowej zorganizowała nadzwyczajne posiedzenie w odpowiedzi na uruchomienie[3][4].
- Partia Socjalistyczna (PS) premiera António Costy wygrała wybory do Zgromadzenia Republiki, jednoizbowego parlamentu Portugalii. Drugie miejsce zajęła centroprawicowa Partia Socjaldemokratyczna (PSD)[5].
- W grze pojedynczej mężczyzn podczas turnieju tenisowego Australian Open Hiszpan Rafael Nadal pokonał w finale Rosjanina Daniiła Miedwiediewa 2:6, 6:7(5), 6:4, 6:4, 7:5, zdobywając rekordowy 21. tytuł wielkoszlemowy w singlu[6].
- W mistrzostwach Europy w piłce ręcznej mężczyzn triumfowała reprezentacja Szwecji[7].

## 29 stycznia
- Trzęsienie ziemi o magnitudzie 6,6 nawiedziło region Wysp Kermadec na północ od Nowej Zelandii. Hipocentrum wstrząsów znajdowało się na głębokości 33 km. Nie ma informacji o ofiarach i zniszczeniach[8].
- Sergio Mattarella zwyciężył w wyborach prezydenckich we Włoszech[9].
- W grze pojedynczej kobiet podczas turnieju tenisowego Australian Open reprezentantka gospodarzy Ashleigh Barty pokonała w finale Amerykankę Danielle Collins 6:3, 7:6(2)[10].

## 28 stycznia
- 10 żołnierzy armii pakistańskiej zginęło w powstańczym ataku w dystrykcie Kech w Beludżystanie w Pakistanie. Separatystyczny Front Wyzwolenia Beludżystanu wziął odpowiedzialność za atak. Armia stwierdziła, że zabiła jednego z napastników i aresztowała trzech innych[11].
- Bilans ofiar śmiertelnych burzy tropikalnej Ana, która uderzyła w Afrykę Wschodnią, wzrosła do co najmniej 88 osób. Żywioł wywołał katastrofalne powodzie oraz zniszczył wiele budynków[12].

## 27 stycznia
- Wojsko jordańskie zabiło 27 „uzbrojonych przemytników” po tym, jak próbowali przekroczyć granicę z Syrią z dużą ilością amfetaminy. Według wojska rannych zostało kilku innych przemytników, którzy byli „wspierani przez inne grupy zbrojne”[13].
- Trzęsienie ziemi o magnitudzie 6,2 nawiedziło obszary Oceanu Spokojnego pomiędzy wyspami Fidżi i Tonga. Jak poinformowała amerykańska agencja geologiczna USGS, epicentrum wystąpiło 200 km na zachód od wyspy Lifuka. Brak informacji o ofiarach[14].
- Xiomara Castro została zaprzysiężona na prezydenta Hondurasu[15].

## 26 stycznia
- Amerykańska straż przybrzeżna prowadziła akcję poszukiwania 39 rozbitków z niewielkiego statku, który zatonął 70 km od Fort Pierce na Florydzie. Na pokładzie statku znajdowali się najprawdopodobniej migranci, przemycani do USA[16].
- Pandemia COVID-19: Według stanu na 26 stycznia liczba potwierdzonych zakażeń na całym świecie przekroczyła 362 miliony, zaś liczba zgonów to ponad 5,6 miliona osób[17].

## 25 stycznia
- Miliony ludzi zostało pozbawione elektryczności po poważnej przerwie w dostawie prądu, która dotknęła Kazachstan, Kirgistan i Uzbekistan. Ministerstwo energetyki Uzbekistanu poinformowało, że przerwa w dostawie prądu została wywołana „nierównowagą energetyczną” w kazachskiej sieci energetycznej[18].
- Australijski rząd ogłosił, że nabył prawa własności intelektualnej do flagi australijskich Aborygenów od jej projektanta Harolda Thomasa za ponad 20 milionów dolarów, umożliwiając publiczne użycie flagi[19].

## 24 stycznia
- Burza tropikalna Ana zabiła 34 osoby na Madagaskarze; 55 tys. ludzi zostało ewakuowanych[20].
- W wyniku pożaru w klubie nocnym w mieście Sorong w Zachodniej Papui w Indonezji, który nastąpił po starciu między dwiema grupami, zginęło co najmniej 18 osób[21].
- Co najmniej dwie osoby zginęły i dwie zostały ranne w dwóch trzęsieniach ziemi, które wystąpiły w południowo-zachodniej części Haiti. Do pierwszego trzęsienia o magnitudzie 5,3 doszło około godz. 7:00 czasu lokalnego. Niemal godzinę później nastąpił drugi wstrząs o sile 5,1. Oba wystąpiły na zachód od stolicy Haiti Port-au-Prince. Co najmniej 35 domów zostało zniszczonych[22].
- Armia w Burkinie Faso poinformowała, że usunęła z urzędu prezydenta Rocha Kaboré’a, zawiesiła konstytucję, rozwiązała rząd i parlament oraz zamknęła granice. Według agencji Reutera Kabore podał się do dymisji[23].
- Kosmiczny Teleskop Jamesa Webba dotarł na miejsce przeznaczenia. NASA potwierdziła, że po uruchomieniu na około 5 minut silników manewrowych teleskop wszedł na orbitę wokół tzw. punktu Lagrange'a 2 (L2), skąd będzie prowadził obserwacje. Urządzenie znajduje się około 1,5 mln km od Ziemi i rozpoczęło kolejny etap przygotowań do rozpoczęcia misji[24][25].

## 23 stycznia
- Co najmniej 16 osób zginęło, a osiem zostało rannych w pożarze wywołanym przez fajerwerki w klubie nocnym w Jaunde w Kamerunie[26].
- Armen Sarkisjan zrezygnował z funkcji prezydenta Armenii. Obowiązki prezydenta przejął przewodniczący Zgromadzenia Narodowego Alen Simonian[27].

## 21 stycznia
- Wojna domowa w Jemenie: W nalocie Królewskich Sił Powietrznych Arabii Saudyjskiej na więzienie w Sada w Jemenie zginęło co najmniej 100 osób a ponad 200 innych zostało rannych. Organizacja Lekarze bez Granic zgłosiła ponad 200 ofiar. Organizacja Narodów Zjednoczonych potępiła atak[28][29].
- Wojna domowa w Syrii: Bojownicy Państwa Islamskiego zaatakowali więzienie Al-Sina w syryjskim mieście Al-Hasaka i uwolnili więźniów. W starciach zginęło 67 osób[30].
- 0 20:18 czasu lokalnego Wyspy Aleuckie w stanie Alaska nawiedziło trzęsienie ziemi o magnitudzie 6,5. Epicentrum trzęsienia znajdowało się niedaleko portu rybackiego Dutch Harbor w pobliżu czterotysięcznego miasta Unalaska. Hipocentrum wstrząsów było położone 3 km w głąb ziemi[31].
- Według NASA Grupa miłośników astronomii pomogła w odkryciu nowej planety pozasłonecznej TOI-2180 b, analizując dane z kosmicznego obserwatorium TESS. Planeta jest odległa od Ziemi o 379 lat świetlnych i jest podobna do Jowisza. Ma masę 2,8 mas Jowisza, okrąża swoją gwiazdę co 261 dni. Według obliczeń na planecie panuje średnia temperatura 77 stopni[32].

## 20 stycznia
- Ciężarówka przewożąca materiały wybuchowe do kopalni złota eksplodowała po zderzeniu z motocyklem w Apiate w regionie Zachodnim w Ghanie. Eksplozja zniszczyła pobliskie budynki i pojazdy, zabijając 17 osób i raniąc 59 innych[33].
- Około godziny 10:20 czasu lokalnego we Włoszech w okolicach Kalabrii miało miejsce trzęsienie ziemi o magnitudzie 4,3. Epicentrum trzęsienia znajdowało się na morzu, w pobliżu kalabryjskiego wybrzeża, nieopodal miasta Vibo Valentia. Hipocentrum położone było na głębokości 10 km. Nie było doniesień o zniszczeniach i poszkodowanych[34].

## 19 stycznia
- 29 osób zginęło w wyniku popłochu w plenerowym kościele zielonoświątkowym w Monrovii, stolicy Liberii, wywołanego paniką, która wybuchła po tym, jak gangsterzy weszli na plac modlitewny po zbiórce[35].

## 18 stycznia
- Co najmniej dziesięć osób zginęło w wyniku powodzi w Antananarywie, stolicy Madagaskaru[36].
- Roberta Metsola została wybrana Przewodniczącą Parlamentu Europejskiego[37].
- Microsoft ogłosił, że zamierza przejąć firmę Activision Blizzard. Amerykańska korporacja potwierdziła, że kupuje spółkę za 95 dolarów za akcję w ramach transakcji gotówkowej o łącznej wartości 68,7 miliarda dolarów, wliczając w to gotówkę netto Activision Blizzard. Jeśli przejęcie się powiedzie, Activision Blizzard stanie się częścią Xbox Game Studios, która stanie się trzecią co do wielkości firmą zajmującą się grami na świecie po Tencent i Sony Interactive Entertainment[38][39].

## 17 stycznia
- W Wielkiej Brytanii odnaleziono złotą monetę z 1257 roku. Moneta ma 2 cm średnicy i pochodzi z czasów panowania króla Henryka III. Według numizmatyków moneta z podobizną Henryka III Plantageneta została wybita ze złota, które w tamtych czasach przywożono z Afryki. To jedna z ośmiu monet, jakie przetrwały od XIII wieku. Na aukcji może osiągnąć cenę nawet 400 tys. funtów[40].

## 16 stycznia
- Władze stwierdziły, że napastnicy zabili ponad 50 osób, w tym dwóch żołnierzy i policjanta, podczas nalotu na wioskę w stanie Kebbi w północno-zachodniej Nigerii. Siły bezpieczeństwa zostały zmuszone do ucieczki z tego obszaru[41].
- W trzęsieniu ziemi o magnitudzie 5,3, które nawiedziło zachodni Afganistan, zginęło 26 osób, a 4 zostały ranne. Trzęsienie wystąpiło w położonej na zachodzie kraju prowincji Badghis graniczącej z Turkmenistanem, niszcząc ponad 700 domów. Epicentrum trzęsienia znajdowało się na głębokości 30 km, 150 km na północny wschód od miasta Herat[42].
- Zdjęcia satelitarne Hunga Tonga pokazały, że większość wulkanicznej wyspy została zniszczona przez erupcję wulkanu[43]. Australijskie Siły Obronne i Siły Obronne Nowej Zelandii wysłały samoloty, aby ocenić szkody w Tonga, ponieważ komunikacja na wyspach nadal pozostawała zakłócona[44].

## 15 stycznia
- Protesty w Kazachstanie: Według oświadczenia Prokuratury Generalnej liczba ofiar śmiertelnych zamieszek w Kazachstanie wzrosła do 225, w tym 19 członków sił bezpieczeństwa. 4,5 tys. osób zostało rannych[45][46].
- Tonga zostało dotknięta przez opady popiołu oraz tsunami po wybuchu wulkanu Hunga Tonga. Zniszczonych zostało wiele domów, a miejscowi starali się znaleźć wyższe tereny. W stolicy Nukuʻalofa odnotowano poważne powodzie. Fale uderzeniowe po erupcji były wykrywane aż na Alasce w Stanach Zjednoczonych. Inne kraje Pacyfiku również doradzały swoim obywatelom, aby szukali wyższego terenu[47][48]. Dwie osoby zginęły w wyniku niewielkiego tsunami w Lambayeque w Peru[49].
- Trzęsienie ziemi o magnitudzie 5,5 odnotowano w pobliżu wschodniego wybrzeża Tajwanu. Epicentrum wstrząsów znajdowało się 66,5 km od linii brzegowej, natomiast hipocentrum znajdowało się na głębokości 55,4 km. Brak doniesień o ofiarach i stratach[50].
- Przemysław Słowik i Urszula Zielińska zostali wybrani współprzewodniczącymi Partii Zieloni[51].

## 14 stycznia
- Wybuchł podmorski wulkan Hunga Tonga na Oceanie Spokojnym, wyrzucając popiół i parę na 20 km w powietrze. Rząd Tonga wydał ostrzeżenie o tsunami i nakazał ludziom na wszystkich wyspach Tonga, aby unikali wybrzeży[52].
- O 16:05 czasu lokalnego u wybrzeża Jawy odnotowano trzęsienie ziemi o magnitudzie 6,7. Epicentrum trzęsienia znajdowało się około 52 km od dystryktu Pandeglang na głębokości 10 km. Wstrząsy były odczuwalne w Dżakarcie oraz w prowincjach Zachodnia Jawa i Lampung na Sumatrze. Nie było doniesień o ofiarach i szkodach[53][54].

## 13 stycznia
- Katastrofa kolejowa w Indiach.  W dystrykcie Jalpaiguri w Zachodnim Bengalu w Indiach wykoleił się pociąg.  W katastrofie zginęło co najmniej dziewięć osób, a około 50 innych zostało rannych[55].
- Na budowie trasy szybkiej kolei łączącej Londyn ze środkową Anglią znaleziono figurkę z czasów rzymskich. Figurka ma 67 cm wysokości i 18 cm szerokości. Pochodzi sprzed prawie 2 tys. lat i jest doskonale zachowana. Archeolodzy starają się ustalić dokładny wiek znaleziska, stosując metodę wagową. Interesuje ich również rola, jaką spełniała[56].

## 11 stycznia
- Protesty w Kazachstanie: Siły bezpieczeństwa w Kazachstanie zatrzymały 9900 osób w związku z ostatnimi zamieszkami w tym kraju[57].
- Na Morzu Śródziemnym u zachodniego wybrzeża Cypru doszło do trzęsienia ziemi o magnitudzie 6,6. Miało miejsce na głębokości 19,6 km, 48 km od miasta Polis. Wstrząs był odczuwalny również w Turcji, Izraelu i Libanie. Nie ma doniesień o ofiarach lub stratach[58][59].
- Pandemia COVID-19: Według stanu na 11 stycznia liczba potwierdzonych zakażeń na całym świecie przekroczyła 313 milionów, zaś liczba zgonów to ponad 5,5 miliona osób[60].

## 10 stycznia
- Dziesięć osób zginęło, a setki innych zostało bez dachu nad głową z powodu powodzi w mieście East London w Afryce Południowej[61].
- Ksenotransplantacja: Lekarze z Uniwersytet Marylandu w Baltimore po raz pierwszy z powodzeniem przeszczepili świńskie serce ludzkiemu pacjentowi[62].
- Urzędowanie rozpoczął nowy rząd Holandii, premierem pozostał Mark Rutte[63].

## 9 stycznia
- Co najmniej 19 osób zginęło, a ponad 60 zostało rannych, z czego 32 jest w stanie krytycznym, po tym, jak pożar rozprzestrzenił się na 19-piętrowy budynek mieszkalny w Bronksie w Nowym Jorku w Stanach Zjednoczonych[64].
- Protesty w Kazachstanie: Liczba ofiar śmiertelnych protestów w Kazachstanie wzrosła do 164 osób, w tym 103 zginęły w Ałmaty. Ponadto zatrzymano 5135 innych osób[65].

## 8 stycznia
- Co najmniej 56 osób zginęło w wyniku nalotu na obóz dla przesiedleńców w Dedebit, region Tigraj w Etiopii[66].
- Co najmniej 200 osób zginęło podczas ataków napastników w dniach 4–6 stycznia tegoż roku w stanie Zamfara w północno-zachodniej Nigerii[67].
- Co najmniej 21 osób zginęło w wyniku śnieżycy na autostradzie w mieście Murree w dystrykcie Rawalpindi w stanie Pendżab w Pakistanie[68].
- W kolizji drogowej dwóch autobusów w gubernatorstwie Synaju Południowego w Egipcie zginęło 16 osób, a 18 innych zostało rannych[69].
- Doszło do erupcji Wolfa, najwyższej góry i wulkanu na Wyspach Galapagos[70].
- Trzęsienie ziemi o magnitudzie 5,9 wystąpiło w rejonie Nowej Brytanii, w Papui-Nowej Gwinei. Epicentrum wstrząsów znajdowało się na głębokości 19 km u wschodnich wybrzeży tego kraju. Brak informacji o ofiarach i stratach materialnych[71].
- Kosmiczny Teleskop Jamesa Webba zakończył wszystkie etapy rozkładania[72].

## 7 stycznia
- 16 osób zginęło, a 10 innych zostało rannych w wyniku wybuchu gazu w Chongqing w Chinach[73].
- Protesty w Kazachstanie:

- 3 tys. osób zostało zatrzymanych, 26 protestujących zginęło, a 18 zostało rannych w wyniku zamieszek w Kazachstanie. Z kolei resort spraw wewnętrznych poinformował, że zginęło 18 funkcjonariuszy sił porządkowych, a 748 policjantów i żołnierzy zostało rannych.
- Prezydent Kazachstanu Kasym-Żomart Tokajew wydał siłom bezpieczeństwa rozkaz strzelania, aby stłumić trwające protesty.

- Naukowcy z Uniwersytetu w Bernie ogłosili odkrycie TOI-2257 b, ekscentrycznej egzoplanety krążącej w pobliżu czerwonego karła[76].

## 6 stycznia
- Protesty w Kazachstanie:

- Dziesiątki antyrządowych demonstrantów zginęło podczas operacji wojskowej w Ałmaty w Kazachstanie. Liczba ofiar śmiertelnych wśród funkcjonariuszy sił bezpieczeństwa wzrosła do 18. Z kolei ministerstwo zdrowia podało, że w zamieszkach ucierpiał ponad tysiąc osób.
- Sojusz wojskowy Organizacji Układu o Bezpieczeństwie Zbiorowym zatwierdził misję pokojową w Kazachstanie w odpowiedzi na oficjalną prośbę prezydenta Kazachstanu Kasyma-Żomarta Tokajewa o pomoc wojskową.

- O 10:25 czasu lokalnego w Nikaragui wystąpiło trzęsienie ziemi o magnitudzie 6,1. Jego epicentrum znajdowało się na wybrzeżu Pacyfiku, około 59 km na południe od Corinto, hipocentrum położone było na głębokości 27,5 km. Było odczuwalne w stolicy Managua oraz na północy Salwadoru. Nie było wstępnych doniesień o ofiarach i zniszczeniach[80].
- Francuska Krajowa Komisja ds. Informatyki i Wolności (CNIL) nałożyła kary 150 mln euro na Google i 60 mln euro na Facebook za politykę w zakresie tzw. „ciasteczek”. Oba podmioty nie pozwalają użytkownikom na łatwe odrzucanie plików cookie[81].

## 5 stycznia
- 14 osób zginęło, a trzy kolejne zostały ranne w wyniku osunięcia ziemi na placu budowy w prowincji Kuejczou w południowych Chinach[82].
- 13 osób zginęło, a dwie inne zostały ranne w pożarze domu szeregowego zamienionego na mieszkania w Fairmount w Pensylwanii w Stanach Zjednoczonych[83].
- W wyniku masowych protestów, wywołanych m.in. wzrostem cen gazu, do dymisji podał się premier Kazachstanu Askar Mamin[84].

## 4 stycznia
- Osiem osób zginęło, 14 zostało rannych, a dwie uznano za zaginione podczas gwałtownych powodzi w południowym Iranie, głównie w prowincji Fars[85].
- Kosmiczny Teleskop Jamesa Webba po niemal tygodniu zakończył proces rozkładania specjalnej osłony chroniącej go przed Słońcem. Konstrukcja ma zapewnić temperaturę potrzebną do odpowiedniego działania instrumentów naukowych[86].
- Chińska Administracja Cyberprzestrzeni ogłosiła, że od 15 lutego wszystkie firmy z co najmniej milionem użytkowników będą musiały przejść przeglądy cyberbezpieczeństwa, zanim będą mogły być notowane na zagranicznych giełdach. Firmy uznane za mające wpływ na bezpieczeństwo narodowe nie będą mogły być notowane[87].

## 3 stycznia
- W starciach między rewolucyjnymi skrajnie lewicowymi grupami zbrojnymi ELN (Armia Wyzwolenia Narodowego) i dysydentami FARC (Rewolucyjne Siły Zbrojne Kolumbii) w departamencie Arauca w pobliżu granicy Kolumbii z Wenezuelą zginęły 23 osoby[88].
- O godz. 17.46 czasu lokalnego odnotowano na Tajwanie trzęsienie ziemi o magnitudzie 6,2. Epicentrum wstrząsów znajdowało się w morzu u wybrzeży powiatu Hualian we wschodniej części wyspy, na głębokości 19,4 km. Nie ma informacji o poszkodowanych i zniszczeniach[89][90].
- Francja, Chiny, Rosja, Wielka Brytania i USA podpisały deklarację w sprawie zapobiegania wojnie nuklearnej i wyścigowi zbrojeń. Oświadczenie przywódców pięciu państw opublikował Biały Dom[91].

## 2 stycznia
- 22 osoby zostały ranne, w tym dwie ciężko, podczas trzęsienia ziemi o sile 5,4 na granicy między prowincjami Junnan i Syczuan w Chinach. Epicentrum znajdowało się 115 km od miasta Lijiang w prowincji Junnan, natomiast hipocentrum znajdowało się na głębokości 38 km[92].

## 1 stycznia
- Wybuch paniki w hinduskiej świątyni Vaishno Devi w administrowanym przez Indie Kaszmirze, wywołanej dużą liczbą osób, które zgromadziły się w świątyni, aby świętować Nowy Rok. W trakcie paniki zginęło 12 osób, a 13 zostało rannych[93][94].
- Co najmniej trzy osoby uznano za zaginione, a co najmniej 991 domów zostało zniszczonych w wyniku pożaru, który nawiedził hrabstwo Boulder w stanie Kolorado w USA[95].
- W noc sylwestrową we Francji zostały podpalone 874 samochody[96].
- Prawa miejskie otrzymały: Pruszcz, Izbica, Lutomiersk, Bolimów, Cegłów, Nowe Miasto, Kaczory, Jedlnia-Letnisko, Olsztyn (województwo śląskie) i Iwaniska[97].
- W Austrii weszła w życie nowa ustawa, która zezwala na eutanazję osobom powyżej 18. roku życia, które są nieuleczalnie chore lub cierpią na trwałe, wyniszczające schorzenia. Austriacki parlament zatwierdził nowe prawo w grudniu, po tym jak Trybunał Konstytucyjny wydał wyrok w tej sprawie[98].
- Ignazio Cassis objął urząd prezydenta Szwajcarii[99][100].